# Караман (вилает)
Караман (на турски: Karaman) е вилает в Южна Турция. Административен център на вилаета е едноименния град Караман.
Вилает Караман е с население от 252 377 жители (оценка от 2006 г.) и обща площ от 9163 кв. км. Според преброяването през 2000 г. населението на вилаета е 243 210 души. Гъстотата му е 27,54 души/км². Разделен е на 7 общини.

## Райони
Караман е разделен на 7 общини:
- Айранджъ
- Башлайла
- Ерменек
- Караман
- Казъмкарабекир
- Саръвелилер
- Гьормели

## Население
Численост на населението според преброяванията през годините:
| Година | Численост |
| 1990   | 215 181   |
| 2000   | 243 210   |
| 2011   | 234 441   |